# 宝ヶ池通
宝ヶ池通（たからがいけどおり）は京都市の主要な東西の通りのひとつ。左京区岩倉地域の幹線道路である。

## 概要
この通りは白川通から岩倉の幡枝地域までの直線区間と、途中にある市バス岩倉操車場付近で、南へ向かって分岐し、宝池隧道（宝ヶ池トンネル）と狐坂と呼ばれるヘアピンカーブを通って北山通に接続する分岐区間の2つに分かれる。

## 直線区間
別名幡枝大通り・上高野幡枝線ともいい、地下鉄国際会館駅、同志社小学校・同志社高等学校、国立京都国際会館がある為に開発が進みマンションや商店が建ち並んでいる。
また京都の冬の風物詩である全国高校駅伝男子の部と、全国都道府県対抗女子駅伝の折り返し地点は国立京都国際会館へ行く道路との交差点のところに設けられる。
関西電力松ヶ崎変電所のある白川通との交差点（岩倉街道幡枝交差点）から､市バス岩倉操車場のある分岐点までは片側2車線であるが、その先幡枝にある京都市道岩倉上賀茂線の交差点までの間は片側1車線になる。

## 分岐区間
別名狐坂と呼ばれ、かつては岩倉実相院にむかう市バスの路線も走り、ヘアピンカーブのある急な坂であったが、2006年（平成18年）4月18日には狐坂高架橋が完成し、京都市街地から国際会館へ向かう際のルートとして便利なものとなった。
ただし急こう配であることは変わらず、降雪時にはスリップして立ち往生する自動車も生じる。
なお、この高架橋の北側には五山の送り火の一つである妙法の「妙」の山がある為に、橋桁を二割薄くするなどの景観対策がとられている。
分岐側は国際会館からの道が合流する宝ヶ池トンネルの手前近くまでは片側2車線で、トンネルから南は片側1車線となっているが、狐坂高架橋の完成に関連して、北山通との交差点に南行きの長い右折レーンが新たに設けられるなど、岩倉地区から京都市内向きの交通が多い事情に配慮した造りとなっている。
ちなみに狐坂は、かつて岩倉地区と下鴨地区を結んでいた八丁街道の経路にあたっており、現在でも一部ではあるがその跡を見ることが出来る。

## その他
市バス岩倉操車場のある交差点から、北へ向かい叡山電鉄との立体交差を越えて、岩倉地区の中心部で岩倉中通に接続する通りも、都市計画道路上宝が池通と称するが、市販の地図には道路名の記載がない。

## 沿道の施設
- 同志社高等学校
- 地下鉄烏丸線 - 国際会館駅
- 国立京都国際会館
- ザ・プリンス 京都宝ヶ池（旧京都宝ヶ池プリンスホテル）
- 宝ヶ池公園
- 京都市宝が池公園運動施設球技場
- 妙法の送り火（五山送り火の一つ）
- ノートルダム学院小学校
- 京都ノートルダム女子大学